# 대한민국 민법 제357조
대한민국 민법 제357조는 근저당에 대한 민법 물권법 조문이다.

## 조문
제357조 (근저당) ①저당권은 그 담보할 채무의 최고액만을 정하고 채무의 확정을 장래에 보류하여 이를 설정할 수 있다. 이 경우에는 그 확정될 때까지의 채무의 소멸 또는 이전은 저당권에 영향을 미치지 아니한다.

②전항의 경우에는 채무의 이자는 최고액중에 산입한 것으로 본다.

第357條(根抵當)①抵當權은 그 擔保할 債務의 最高額만을 定하고 債務의 確定을 將來에 保留하여 이를 設定할 수 있다. 이 境遇에는 그 確定될 때까지의 債務의 消滅 또는 移轉은 抵當權에 影響을 미치지 아니한다.
②前項의 境遇에는 債務의 利子는 最高額中에 算入한 것으로 본다.

Article 357 (Floating Mortgage) 1. A (floating) mortgage can be created without setting the amount secured by setting only the ceiling. In such case, the transfer and cancellation of debt have no effect on the mortgage.
2. In case for above provision, the interest is included in the maximum amount secured.

## 판례
- 근저당권설정행위와 별도로 근저당권의 피담보채권을 성립시키는 법률행위가 필요하다.[1]
- 근저당에 의하여 담보되는 채권액의 범위는 결산기에 이르러 확정되는 채권중 근저당설정계약에 정하여진 채권최고액을 한도로 하는 것이고,이 최고액을 초과하는 부분의 채권액까지 담보하는 것은 아니라 할 것이고, 근저당을 규정한 민법 제357조에 정하기로 한 그 담보할 채무의 최고액이란 뜻도 위와 같은 내용으로 해석하여야 할 것이다[2].
- 근저당권은 그 담보할 채무의 최고액만을 정하고, 채무의 확정을 장래에 보류하여 설정하는 저당권으로서(민법 제357조 제1항), 계속적인 거래관계로부터 발생하는 다수의 불특정채권을 장래의 결산기에서 일정한 한도까지 담보하기 위한 목적으로 설정되는 담보권이므로, 근저당권설정행위와는 별도로 근저당권의 피담보채권을 성립시키는 법률행위가 있어야 하고, 근저당권의 성립 당시 근저당권의 피담보채권을 성립시키는 법률행위가 있었는지 여부에 대한 입증책임은 그 존재를 주장하는 측에 있다.[3]

## 같이 보기
- 저당권